# Catholic Encyclopedia
A Catholic Encyclopedia (magyarul Katolikus Enciklopédia, vagy ahogy ma emlegetik, az Old Catholic Encyclopedia, Régi Katolikus Enciklopédia) angol nyelvű enciklopédia, amelyet 1913-ban adott ki az Amerikai Egyesült Államokban a The Encyclopedia Press nevű kiadó. A könyv célja, „hogy a katolikus érdekek, cselekvés és doktrínák teljes területéről megbízható információt nyújtson”.
Az olyan kérdésekben, amelyek megosztják a katolikusokat és a protestánsokat, a könyv természetszerűleg mindig a katolikus állásponton áll. Bizonyos részei elavultak, hiszen az ökumenizmus és a Második vatikáni zsinat (1962–1965) fontos változásokat idézett elő a római katolikus egyházban.

## Szerkesztők
Az enciklopédiát 1905. január 11-én kezdték el írni öt szerkesztő felügyeletével. A szerkesztők:
- Charles George Herbermann a latin nyelv professzora, könyvtáros (College of the City of New York)
- Edward A. Pace, filozófiaprofesszor (Catholic University of America, Washington)
- Condé Benoist Pallen, szerkesztő
- Thomas Joseph Shahan atya, egyháztörténet-professzor (Catholic University).
- John J. Wynne atya, jezsuita szerzetes, a The Messenger című folyóirat szerkesztője

A szerkesztők a rendszeres levelezésen túl 134 ülést tartottak (az elsőt a The Messenger szerkesztőségében), és 1913. április 19-én adták ki az enciklopédiát. 1922-ben kiegészítő kötetet jelentettek meg.

## Újabb kiadások
Az Amerikai Katolikus Egyetem (Catholic University of America) égisze alatt évtizedekkel később a könyvet felfrissítették. A 17 kötetes New Catholic Encyclopedia (Új Katolikus Enciklopédia) 1967-ben jelent meg, majd 2002-ben újra kiadták.

## Szabadon felhasználható
Az 1913-as kiadás jogilag már közkincs státuszú, azaz a szövegek forrásmegjelöléssel szabadon felhasználhatóak. A szócikkek vitás esetekben katolikus nézőpontot képviselnek, de gyakran igen mély és pontos elemzést nyújt történelmi és filozófiai fogalmakról, eseményekről és személyekről. Az enciklopédia szövegei ezért eredeti, vagy szerkesztett formában sokszor előfordulnak a Wikipédia szócikkeiben és máshol is referenciaként.